# Bananenpakhuis (Gouda)
Het Bananenpakhuis is een woonhuis en pakhuis in de Nederlandse stad Gouda. In 1881 werd dit pand aan de Lage Gouwe in eclectische stijl als woonhuis gebouwd. De woonlaag op de begane grond werd in 1928 voor de West-Indische Bananenhandel omgebouwd tot bananenpakhuis.

## Geschiedenis
In de 16e eeuw stonden hier drie huizen. Rond 1600 werden de twee linker huizen samengevoegd en Engelandt genoemd. Het rechter pand met drijvende kelder kreeg de naam Het vergulde Scheepje. In 1880 kocht Cornelis Jonker deze panden. In 1881 liet hij de woningen afbreken om plaats te maken voor een nieuw woonhuis. Het werd een woonhuis met drie woonlagen en vijf vensters breed. In 1927 kocht de heer W. Slont dit woonhuis aan de Lage Gouwe. Slont was importeur van de West-Indische Bananenhandel, gevestigd aan de Westhaven 55 en was op zoek naar een pakhuis in het centrum. In 1928 liet hij het woonhuis verbouwen tot pakhuis. De vier ramen op de begane grond maakten plaats voor twee inrijpoorten. Boven de voordeur werden ter decoratie trossen bananen aangebracht. 
In 1993 kreeg het pand nieuwe eigenaren die het pand, wat in de volksmond al het bananenpakhuis werd genoemd, hebben gerestaureerd en de tuin, welke geheel was volgebouwd, teruggebracht. De restauratie is in twee jaar uitgevoerd. 
De opvolgende eigenaren welke het pand in 2000 hebben overgenomen hebben de drijvende kelder welke was volgestort weer toegankelijk gemaakt en gerestaureerd.
.

## Drijvende kelder
De drijvende kelder in dit pand stamt uit de 17e eeuw. De kelder werd aangelegd als extra opslagmogelijkheid. Drijvende kelders drijven op het grondwater, het zijn aan de binnenzijde betegelde, bakstenen bakken, die van pas komen in laag gelegen gebieden met een variërend grondwaterpeil. Door sterke opwaartse druk barstten de keldervloeren geregeld open.

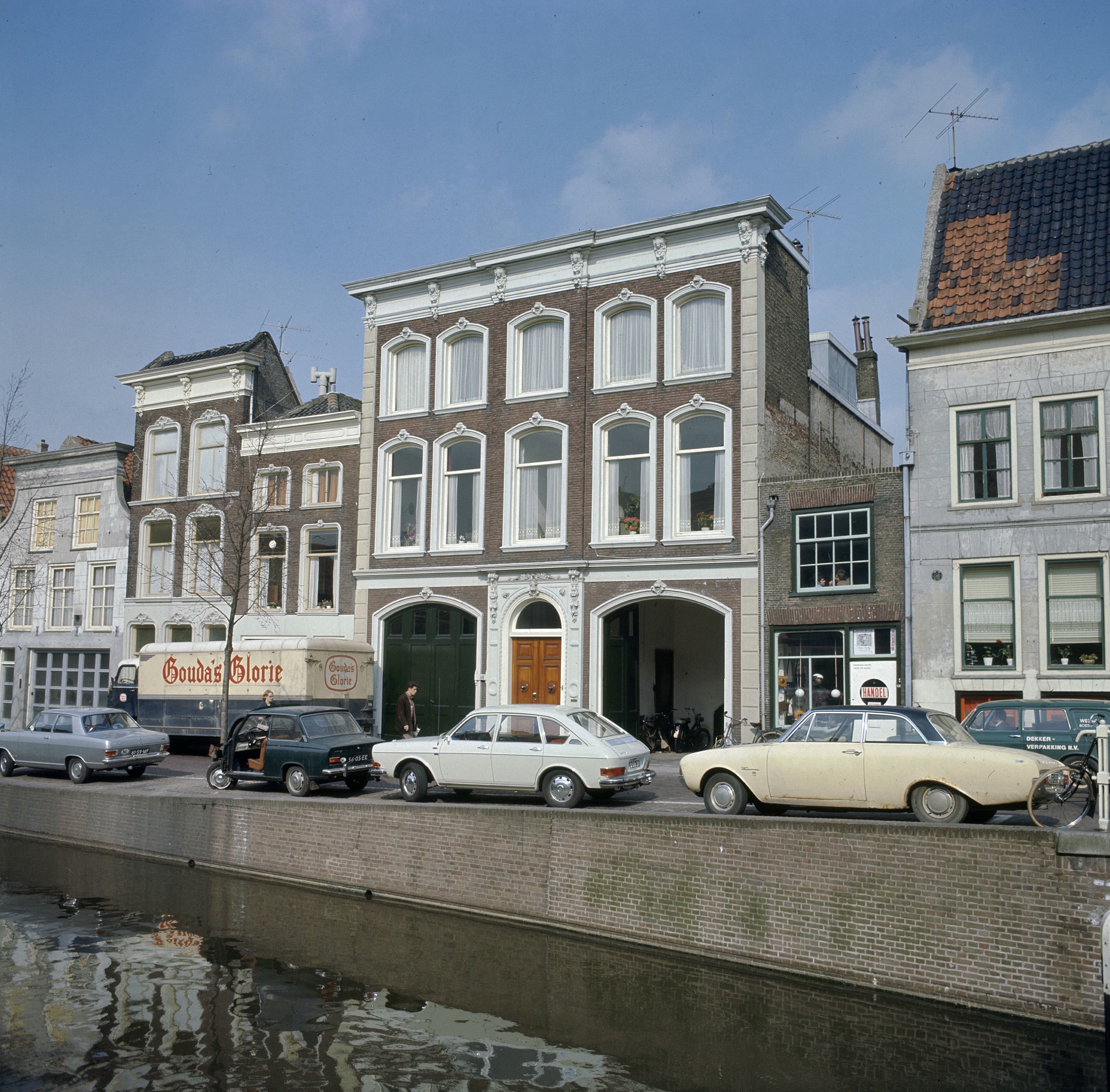
Bananenpakhuis aan de Gouwe